# ФК Ипсвич Таун
ФК Ипсвич Таун (енгл. Ipswich Town F.C.) је енглески фудбалски клуб из Ипсвичa. Клуб се такмичи у Премијер Лиги. Клуб је основан 1878. али је није постао професионалан до 1936. године. Своје домаће утакмице играју на Портман Роуду у Ипсвичу.
Ипсвич је једном освојио титулу првака Енглеске у сезони 1961/62, док је у сезонама 1980/81. и 1981/82. био други. Освојио је ФА куп у сезони 1977/78. и УЕФА куп 1980/81.

## Успеси

### Национални
Прва дивизија (данашња Премијер лига)
- Првак (1): 1961/62.
- Други (2): 1980/81, 1981/82.

Друга дивизија (данашњи Чемпионшип)
- Првак (3): 1960/61, 1967/68, 1991/92.

ФА куп
- Освајач (1): 1977/78.

### Међународни
УЕФА куп
- Освајач (1): 1980/81.